# Thorey-sous-Charny
Thorey-sous-Charny är en kommun i departementet Côte-d'Or i regionen Bourgogne-Franche-Comté i östra Frankrike. Kommunen ligger i kantonen Vitteaux som tillhör arrondissementet Montbard. År 2022 hade Thorey-sous-Charny 193 invånare.

## Befolkningsutveckling
Antalet invånare i kommunen Thorey-sous-Charny
Referens:INSEE